# رودخانه سریو
رود سریو (به انگلیسی: Serio) رود‌ای است که در ایتالیا جریان دارد.